# Otto Aviation Celera 500L
Die Otto Aviation Celera 500L ist ein einmotoriges, sechssitziges Geschäftsreiseflugzeug des US-amerikanischen Unternehmens Otto Aerospace.

## Geschichte
William M. Otto gründete 2008 die Firma Otto Aviation, um die Konstruktion seines Flugzeugentwurfs Celera 500L abzuschließen und dessen Flugerprobung bis hin zu einer möglichen Serienproduktion zu betreiben. Das Flugzeug sollte jede beliebige Stadt innerhalb der USA mit dem Komfort eines Privatflugs aber zu den Kosten eines normalen Verkehrsflugs erreichen können.
Erste öffentliche Hinweise auf das Flugzeug gab es im April 2017, ohne dass Näheres bekannt wurde. Im Frühjahr 2019 erschienen Fotos der Rollerprobung, der Erstflug mit neuen Winglets folgte wahrscheinlich Anfang November 2019. Der Prototyp mit dem Luftfahrzeugkennzeichen N818WM flog bis Ende August 2020 31 Testflüge über Victorville. Ende 2021 waren 55 Testflüge über 51 Flugstunden abgeschlossen, bei denen pro Sitz eine Verbrauchsreduktion von 40 Prozent gegenüber Linienflügen ermittelt wurde.
Bis 2025 soll die Musterzulassung bei der FAA abgeschlossen sein und die Auslieferung beginnen. Bis 2027 soll eine klimaneutral betriebene Variante des Flugzeugs entwickelt werden.

## Konstruktion

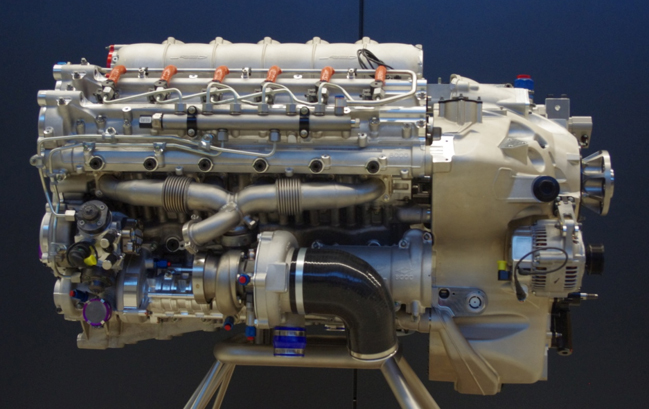
V12-Dieselmotor RED A03 als Antrieb der Celera 500L

Die Zelle des Flugzeugs aus kohlenstofffaserverstärktem Kunststoff wurde hinsichtlich langer laminarer Umströmung optimiert. Der stromlinienförmige Rumpf mit einem Normalleitwerk und Pendelrudern hat eine Innenhöhe von 1,88 m und ein nach vorn einziehbares Bugradfahrwerk. Im Heck ist ein V12-Dieselmotor RED A03 mit 400 kW installiert, der einen Fünfblatt-Druckpropeller antreibt. Der Motor mit zwei Turboladern ist für große Flughöhen optimiert und kann sowohl mit Jet-A1-Treibstoff, als auch mit Kerosin oder Biodiesel betrieben werden.
Der Mitteldecker hat eine Tragfläche hoher Streckung mit Winglets.
Für konstruktive Lösungen beim Entwurf der Celera 500L wurden durch das US-amerikanische Patentamt sieben Patente erteilt.
Mitte 2022 verkündete Otto Pläne für ein größeres Flugzeug Otto Aviation Celera 750L, das Platz für 19 Passagiere bieten soll. Neben dem RED A03 Dieselmotor soll dieses Modell auch mit einem wasserstoffbetriebenen Antriebsstrang des Modells ZA600 von ZeroAvia ausgestattet werden. Der Antriebsstrang könne auch in der Celera 500L zum Einsatz kommen, die dann jedoch nur noch eine Reichweite von etwa 1.800 Kilometern hätte.

## Technische Daten
| Kenngröße                          | Daten                                                                                                 |
| ---------------------------------- | --- |
| Besatzung                          | 2 |
| Passagiere                         | 6 |
| Länge                              | |
| Spannweite                         | |
| Flügelfläche                       | |
| Flügelstreckung                    | |
| Höhe                               | |
| Kabine (Volumen)                   | 448 ft³ (12,7 m³)                                                                                     |
| Leermasse                          | |
| max. Startmasse                    | |
| Triebwerke                         | 1× V12-Dieselmotor RED A03, 550 PS (ca. 400 kW) oder 1× ZA600 Wasserstoffantrieb, ca. 815 PS (600 kW) |
| Gleitzahl                          | 22 |
| Höchstgeschwindigkeit              | |
| Reisegeschwindigkeit (projektiert) | max. 460 mph (ca. 740 km/h)                                                                           |
| Dienstgipfelhöhe (projektiert)     | 60.000 ft (ca. 18.000 m)                                                                              |
| Flugdauer                          | |
| Reichweite (projektiert)           | Diesel: 4.500 NM (ca. 8.330 km)Wasserstoff: 1.000 NM (ca. 1.850 km)                                   |